# فورد 1960
فورد 1960 (بالإنجليزية: 1960 Ford)‏ هي سيارة من صناعة شركة فورد أنتجت في 1960 وتوقف إنتاجها في 1964.